# César Cambeiro
César Cambeiro Quintela (Carnota, Galicia, 4 de enero de 1958) es un actor español.

## Trayectoria
Cambeiro actuó en teatro en obras de Anton Chejov, Roberto Blanco Torres, Samuel Beckett y Castelao, entre otros. En televisión comenzó sus apariciones en Os outros feirantes (1989) y más tarde se destacó por su papel protagónico en Terra de Miranda (2001-2007).
Cuenta con una amplia experiencia tanto en cine como en televisión y teatro gallego.

## Filmografía

### Televisión
- Pratos combinados, 1998
- Un mundo de historias, 2000
- Pequeño hotel, 2001
- Periodistas, 2001
- Policías, en el corazón de la calle, 2001
- El comisario, 2005
- Libro de familia, 2006
- A vida por diante, 2007
- Terra de Miranda, 2001-2007
- Matalobos (2009; como Miguel Saavedra)
- Las chicas del cable (2017)
- Vivir sin permiso (2020)
- Servir y proteger (2021)

### Cine
- La matanza caníbal de los garrulos lisérgicos, 1993
- O visgo Máxico, 2000
- Xinetes na tormenta, 2001 (cortometraje)
- Os luns ó sol, 2002
- Ielgal, 2003
- Mar adentro, 2004
- Pataghorobí, 2005
- Heroína, 2005
- A Atlántida, 2005
- Atopeite, 2006
- De bares, 2006
- O menor dos males, 2007
- O bosque de Levas, 2007
- Música secreta, 2007
- Siete mesas de billar francés, 2007
- A mariñeira, 2008
- Economía de mercado, 2009
- O club da calceta, 2009
- Emilia Pardo Bazán, a condesa rebelde (2011)[1]
- Outro máis (2011)
- Luz verde (2011)
- Vilamor, 2012

### Teatro
- García, primer rey de Galicia (2005)[2]
- As actas escuras (CDG, 2009).